# Jürgen Tietz

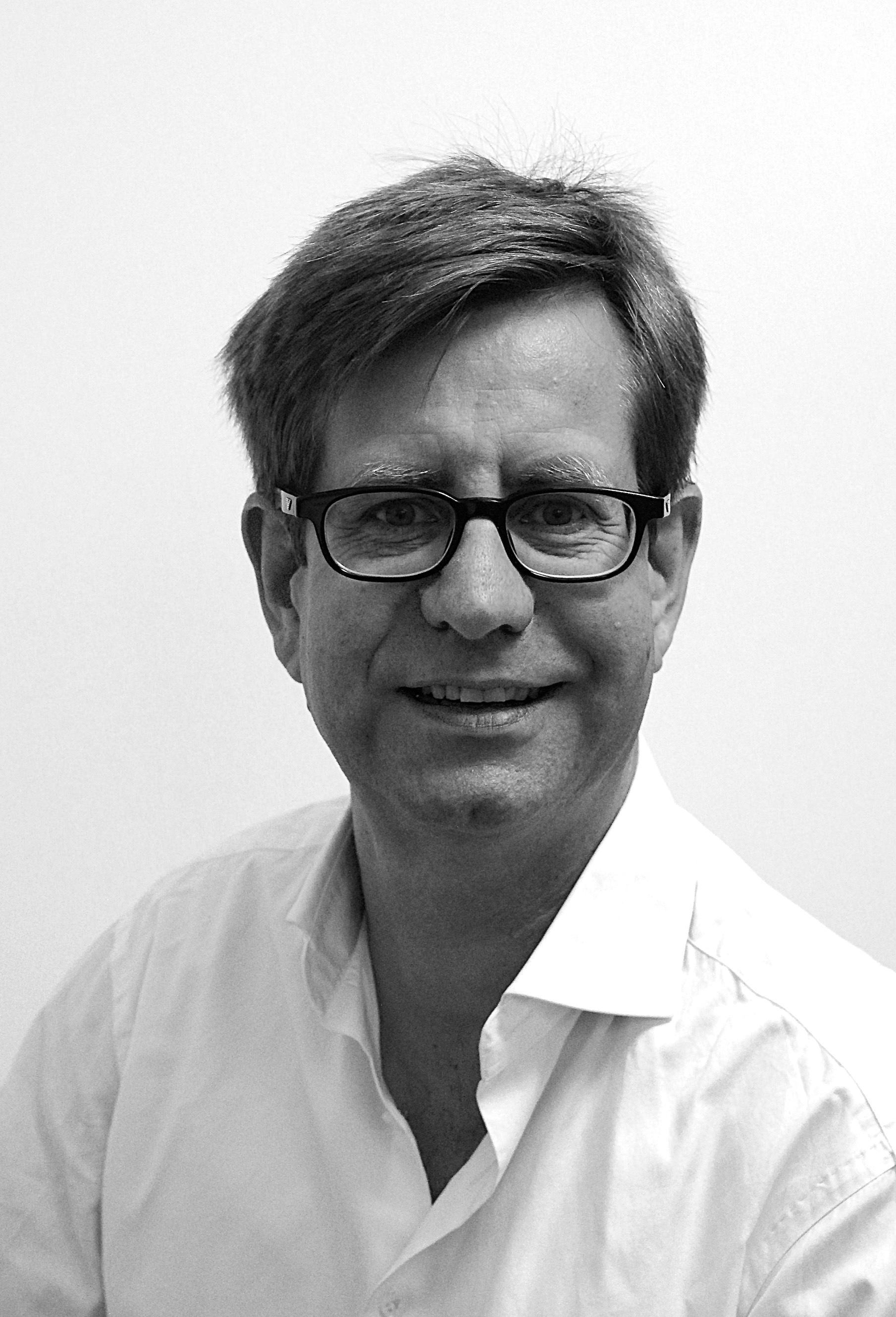
Jürgen Tietz (2015)

Jürgen Tietz (* 1964 in Berlin) ist ein deutscher Schriftsteller. Als Sachbuchautor, Essayist und Architekturkritiker beschäftigt er sich mit Bauwerken der Moderne und einer zeitgemäßen Denkmalpflege. Seine ersten beiden Kriminalromane erschienen 2022. Jürgen Tietz ist Mitglied im Syndikat (Autorengruppe deutschsprachiger Kriminalliteratur).

## Leben
Tietz studierte nach Abitur und Ausbildung zum Buchhändler Kunstgeschichte, Klassische Archäologie und Ur- und Frühgeschichte an der Technischen Universität Berlin und der Freien Universität Berlin. Er schrieb seine Magisterarbeit über die Umgestaltungen der Neuen Wache von Karl Friedrich  Schinkel im 20. Jahrhundert. Seine Dissertation verfasste er zum Tannenberg Nationaldenkmal. 
Tietz arbeitet als Buchautor und freier Journalist in den Themenbereichen Architektur und Denkmalpflege, daneben schreibt er auch literarische Texte. Seit 2007 ist er Mitglied in der Arbeitsgruppe Öffentlichkeitsarbeit des Deutschen Nationalkomitees für Denkmalschutz. Er war Mitglied in den Gestaltungsbeiräten der Städte Fulda (2012–2022) und Darmstadt (2014–2017) sowie im Denkmalrat Hamburg (2012–2019) und ist Mitglied im Hochhausbeirat Düsseldorf, jetzt Beirat für Baukultur.

## Auszeichnungen
- 1999 Journalistenpreis des Deutschen Nationalkomitees für Denkmalschutz

## Veröffentlichungen
- 2022: Berliner Monster: 1947. Kommissar Adlers erster Fall. Kriminalroman. Kampa Verlag, Zürich. ISBN 978-3-311-12562-4.
- 2024: Berliner Schuld. 1947. Kommissar Adlers zweiter Fall. Kriminalroman. Kampa Verlag, Zürich. ISBN 978-3-311-12577-8.

### Unter dem Pseudonym ‚Max Ziegler‘ veröffentlicht
- 2022: Sylter Flammenmeer: Der erste Fall für Ed Koch. Kriminalroman. Kampa Verlag, Zürich. ISBN 978-3-311-12045-2.
- 2023: Sylter Sandflut: Der zweite Fall für Ed Koch. Kriminalroman. Kampa Verlag, Zürich. ISBN 978-3-311-12057-5.
- 2025: Sylter Goldküste: Ein Fall für Ed Koch. Kriminalroman. Kampa Verlag, Zürich. ISBN 978-3-311-12111-4.

### Essays
- Monument Europa: Wie Baukultur europäische Identität stiftet. NZZ Libro, Zürich 2017. ISBN 978-3-03810-288-5.
- Drei Monde der Moderne oder Wie die Moderne klassisch wurde. Hendrik Bäßler Verlag, Berlin 2019. ISBN 978-3-945880-47-0.
- Römische Erinnerungen. Europäische Erkundungen zu Raum, Zeit und Architektur. (=Sankt Hedwig Mitte 4). Verlag Herder, Freiburg 2020. ISBN 978-3-451-38910-8.
- Um die Ecke - Das neue Deutschlandhaus. in: "Architektur in Hamburg, Jahrbuch 2024/2025", Hamburg 2024, Seiten 20-27. ISBN 978-3-96060-592-8.

### Fach-/Sachbücher zu Architekten und Architektur
- Geschichte der Architektur des Zwanzigsten (20.) Jahrhunderts. Könemann, 1998, ISBN 3-8290-0512-1.
- Das Tannenberg-Nationaldenkmal: Architektur, Geschichte, Kontext. Verlag Bauwesen, 1999, ISBN 3-345-00673-1.
- Bernhard Winking, das Palais am Potsdamer Platz. Verlag Bauwesen, 1999, ISBN 978-3-345-00689-0.
- Staatsbibliothek Kulturforum Berlin. Die neuen Architekturführer, Nr. 16, Stadtwandel-Verlag, 2000, ISBN 978-3-86711-141-6.
- Berliner Verwandlungen. Hauptstadt, Architektur, Denkmal. Verlag Bauwesen, 2000, ISBN 3-345-00739-8.
- mit Giovanni Lajolo: Die Apostolische Nuntiatur Berlin. 1. Auflage. Schnell & Steiner, Regensburg 2003, ISBN 3-7954-6474-9.
- mit Kerstin Englert: Botschaften in Berlin. Mann, 2004, ISBN 3-7861-2494-9.
- Was ist gute Architektur?: 21 Antworten. Deutsche Verlags-Anstalt, 2006, ISBN 978-3-421-03466-3.
- mit Katja Schneider-Stief: Nieto Sobejano – Das neue Kunstmuseum in Halle: Stiftung Moritzburg. Hirmer, 2008, ISBN 978-3-7774-5075-9.
- Deutsche Bank & Deutsche Guggenheim, Unter den Linden Berlin. Stadtwandel-Verlag, 2007, ISBN 978-3-937123-92-9.
- mit Peter Delius: Geschichte der modernen Architektur. Ullmann/Tandem, 2008, ISBN 978-3-8331-4769-2.
- e-x-tension. Aktuelle Museums- und Ausstellungsarchitektur im Bestand. Kerber Verlag, 2010, ISBN 978-3-86678-801-5.
- Meinhard von Gerkan – Vielfalt in der Einheit / Biografie in Bauten 1965 - 2015. Die autorisierte Biografie. Jovis Verlag, 2015. ISBN 978-3-86859-374-7.
- mit Markus Dorfmüller, Johanna Klier: St. Paulis Hulk. Hilldegarden auf dem Bunker. Architektur in Hamburg. Jahrbuch 2016/2017. Junius Verlag, 2016. ISBN 978-3-88506-777-1.
- mit Bernhard Winking: Bernhard Winking. Von Hamburg nach Hangzhou. Biografische Gespräche mit Jürgen Tietz. Dölling und Galitz Verlag, 2016. ISBN 978-3-86218-086-8.
- Geh' aus mein Herz: Zu Luthers Welt in Luthers Häusern. In: weiterbauen, weiterdenken: Neue Häuser für Martin Luther. Die musealen Erweiterungen in Wittenberg, Eisleben und Mansfeld. Hrsg. von Matthias Noell. Mit Fotografien von Tomasz Lewandowski. Hirmer Verlag, München 2017. ISBN 978-3-7774-2788-1, S. 43–53.
- mit Christa Reicher, Yasemin Utku: Big beautiful buildings. Die Nachkriegsmoderne im europäischen Diskurs. Essays. Verlag Kettler, Dortmund 2019. ISBN 978-3-86206-757-2.
- mit Detlef Jessen-Klingenberg: TXL. Berlin Tegel Airport. Park Books, Zürich 2020. ISBN 978-3-03860-202-6.
- mit Michael Wirth: Münchner Volkstheater: Lederer Ragnarsdòttir Oei. av edition, Stuttgart 2021. ISBN 978-3-89986-363-5.
- mit Julian Reisenberger: Essenz/Essence: Winking – Froh Architekten. Birkhäuser, Basel 2021. ISBN 978-3-0356-2274-4.
- mit Christa Reicher: Atmende Städte: Zukunftschancen für Stadt und Land mit und nach Corona. Springer Fachmedien, Wiesbaden 2022. ISBN 978-3-658-37758-8.
- Gefilzt, gewebt und gummiert: Industriearchitektur. Architektur in Fulda, Band 1. Parzellers Buchverlag, Fulda 2024. ISBN 978-3-7900-0586-8.
- Abstrakt, geschwungen und gezackt. Architektur in Fulda, Band 2. Parzellers Buchverlag, Fulda 2024. ISBN 978-3-7900-0604-9.
- mit Ayhan Ayrilmaz: Im Bestand: Elisabeth Rüthnick. Kerber Verlag, Bielefeld 2025. ISBN 978-3-7356-1024-9.